# Salix gracilistyla
Salix gracilistyla es una especie de sauce perteneciente a la familia de las salicáceas. Es nativa de Japón, Corea  y China.

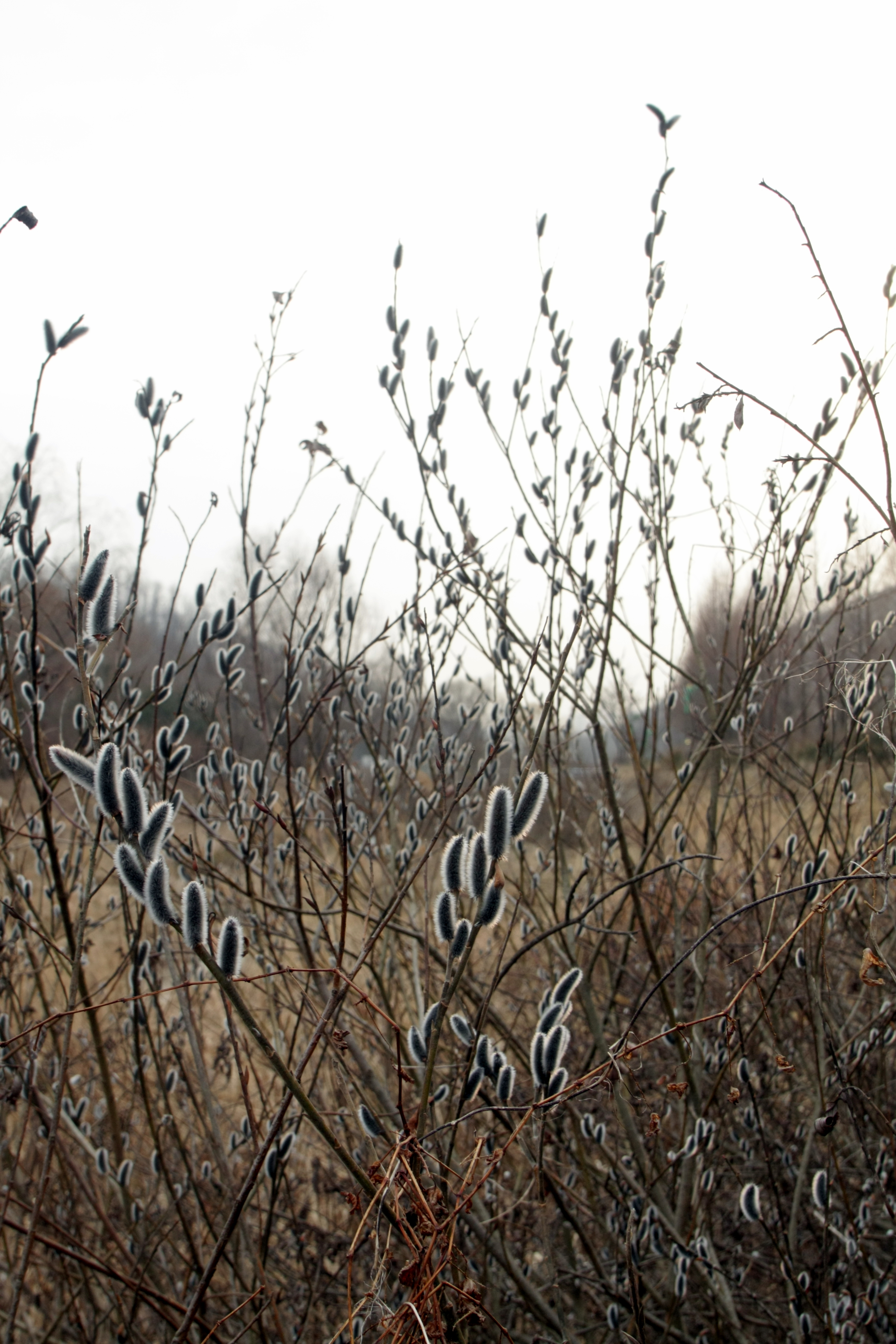
Vista de la planta

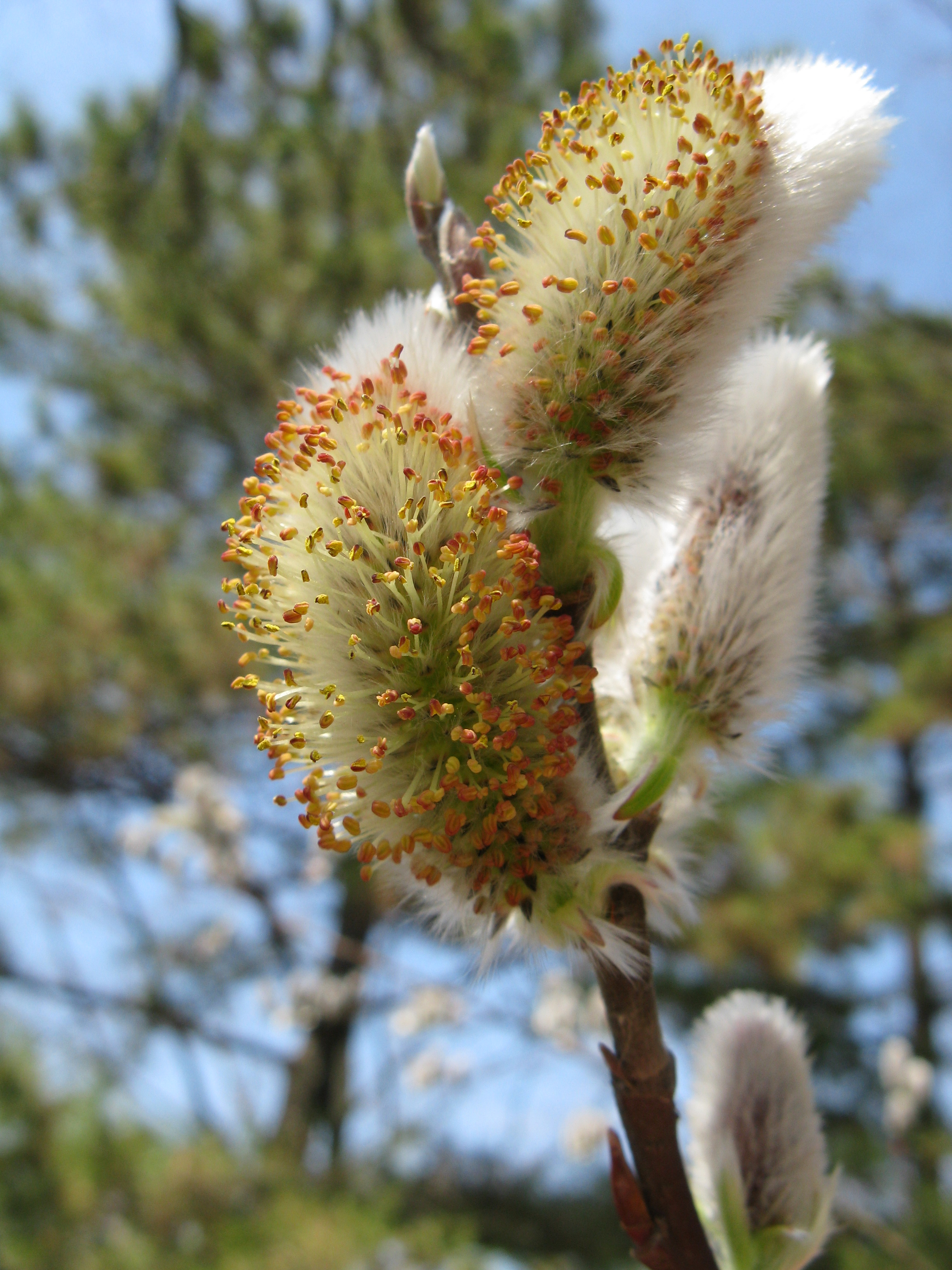
Inflorescencia

## Descripción
Es un arbusto con ramillas de color marrón amarillento o rojizo, al principio tomentosas, glabrescentes. Los brotes de color marrón amarillento, oblongo-ovoides, vellosos, ápice agudo. Las estípulas semiovadas. Las hojas elíptico-oblongas u obovadas-oblongas,  el envés gris, suave y sedoso,  el haz verde opaco, glabro, la base cuneada, el margen serrado y el ápice agudo. Los amentos sésiles, con brácteas negras, elíptico-lanceoladas. Es fruto es una cápsula densamente pilosa. Florece en abril, fructifica en mayo. 

## Distribución y hábitat
Se encuentra a lo largo de los arroyos en Heilongjiang, Japón, Corea y Rusia.

## Usos
ERs utilizada para proteger terraplenes y como planta ornamental, también  se utiliza para tejer cestas de mimbre.

## Taxonomía
Salix gracilistyla fue descrita por Friedrich Anton Wilhelm Miquel y publicado en Annales Museum Botanicum Lugduno-Batavi 3: 26, en el año 1867.
Etimología
Salix: nombre genérico latino para el sauce, sus ramas y madera.
gracilistyla: epíteto latino que significa "con estilo delgado".
Citología
El número cromosomático es de: 2 n = 38.
Sinonimia
- Salix gracilistyla var. acuminata Skvortsov
- Salix gracilistyla var. latifolia Skvortsov[5]